# Alain Finkielkraut
Alain Finkielkraut, född 30 juni 1949 i Paris, är en fransk filosof, essäist och ledamot av Franska akademien. Finkielkraut är en av de mest framträdande intellektuella i dagens Frankrike och deltar ofta i offentliga debatter.

## Biografi
Alain Finkielkraut föddes som ende son till en judisk handelsman, som varit deporterad till Auschwitz. Han studerade filosofi vid École normale supérieure för Emmanuel Lévinas och Hannah Arendt, och har vid flera tillfällen uttryckt sin tacksamhetsskuld till sina lärare.
Han blev först känd för allmänheten genom några kontroversiella essäer, bland andra ”Le Nouveau Désordre amoureux” och ”Au Coin de la rue l'aventure”, vilka han skrev tillsammans med Pascal Bruckner i vilka de kritiserade "den sexuella revolutionen". Därefter skrev Finkielkraut ensam om det kollektiva minnets förvanskningar. Han kom därmed in på post-förintelsens judiska identitet i Europa (le Juif imaginaire) och Förintelsen (Avenir d'une négation: réflexion sur la question du génocide). Senare kommenterade han Klaus Barbies rättegång i boken La Mémoire vaine.
Finkielkraut har återkommande debatterat samtida händelser och konflikter. Under kriget i forna Jugoslavien var Finkielkraut en av de första att fördöma den serbiska etniska rensningen. Han gav en intervju i november 2005 i tidskriften Haaretz med anledning av upploppen i Paris, varefter han blev kritiserad för rasism; han sade då att mångkulturen kunde övergå i ”mångrasism”.
Sedan 1985 är Finkielkraut programledare för radioprogrammet Répliques i kanalen France Culture. Åren 1989–2014 undervisade han i idéhistoria och filosofi vid École Polytechnique. Den 10 april 2014 blev han invald i Franska akademien.